# Сміт Тауншип (округ Вашингтон, Пенсільванія)
Сміт Тауншип (англ. Smith Township) — селище (англ. township) в США, в окрузі Вашингтон штату Пенсільванія. Населення — 4233 особи (2020).

## Демографія
Згідно з переписом 2010 року, у селищі мешкало 4476 осіб у 1889 домогосподарствах у складі 1264 родин. Було 2065 помешкань
Расовий склад населення:
| - 96,8 % — білих - 1,1 % — чорних або афроамериканців - 0,3 % — азіатів |

До двох чи більше рас належало 1,8 %. Частка іспаномовних становила 1,2 % від усіх жителів.
За віковим діапазоном населення розподілялося таким чином: 20,6 % — особи молодші 18 років, 61,1 % — особи у віці 18—64 років, 18,3 % — особи у віці 65 років та старші. Медіана віку мешканця становила 44,9 року. На 100 осіб жіночої статі у селищі припадало 96,7 чоловіків;  на 100 жінок у віці від 18 років та старших — 95,1 чоловіків також старших 18 років.
Середній дохід на одне домашнє господарство  становив 62 309 доларів США (медіана — 49 338), а середній дохід на одну сім'ю — 79 956 доларів (медіана — 71 094). Медіана доходів становила 43 361 долар для чоловіків та 31 911 долар для жінок. За межею бідності перебувало 8,6 % осіб, у тому числі 13,0 % дітей у віці до 18 років та 8,9 % осіб у віці 65 років та старших.
Цивільне працевлаштоване населення становило 1977 осіб. Основні галузі зайнятості: освіта, охорона здоров'я та соціальна допомога — 15,1 %, роздрібна торгівля — 15,0 %, виробництво — 13,1 %, науковці, спеціалісти, менеджери — 12,8 %.